# Schwestern von der Göttlichen Vorsehung (Mainz)

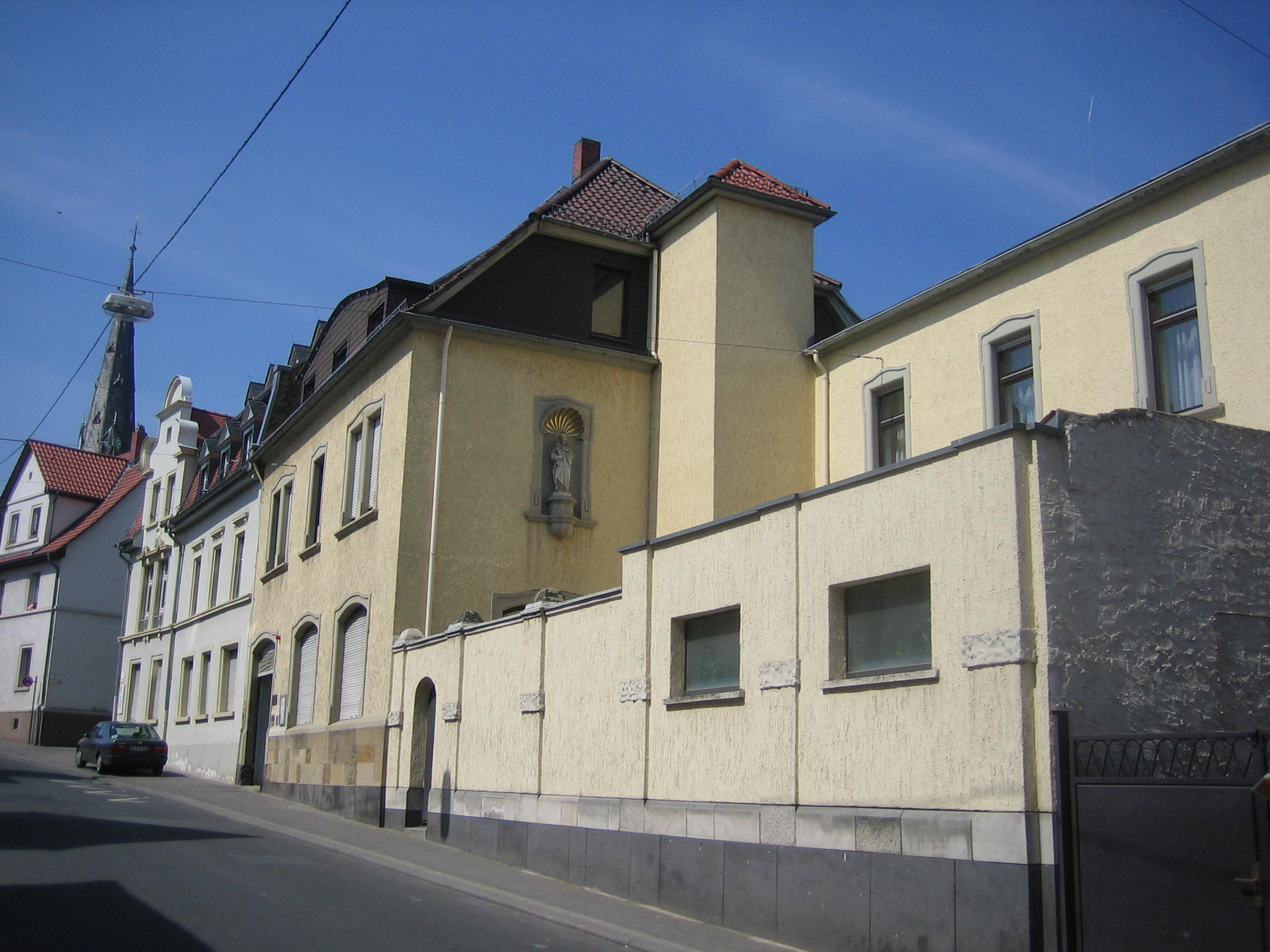
Straßenansicht des Klosters in Mainz-Finthen

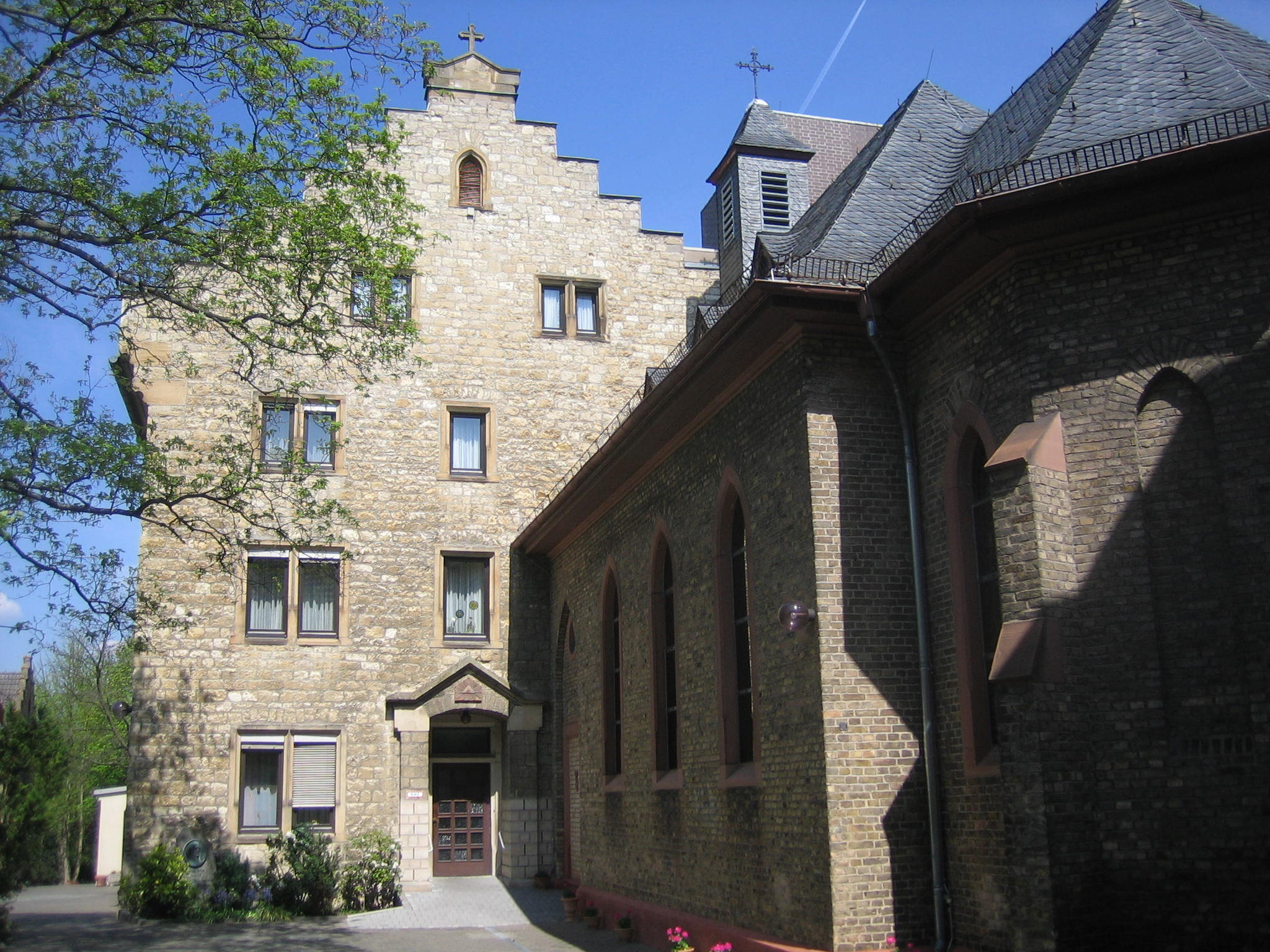
Hofansicht des Finther Klosters

Die Schwestern von der Göttlichen Vorsehung (lateinisch Congregatio Divinae Providentia, Ordenskürzel CDP) sind eine katholische Ordensgemeinschaft mit den Tätigkeitsschwerpunkten im Schul- und Krankendienst, die 1851 durch Wilhelm Emmanuel von Ketteler, Bischof von Mainz, und Stephanie/Fanny Friederike Amelia de la Roche-Starkenfels (1812–1857), einer 1851 zum Katholizismus konvertierten deutschen Adeligen, gegründet wurde.
Am 29. Oktober 1851 eröffnete ein Kloster in Finthen. Seit dem 15. April 1860 liegt das Provinzial-Mutterhaus in der Mainzer Stefansstraße, nahe der Kirche St. Stephan. Im Zusammenhang mit dem Kulturkampf musste der Schuldienst 1874 vorläufig aufgegeben werden.
Weltweit existieren heute drei Provinzen: Deutschland, Amerika-Karibik und Korea; außerdem Peru, das nicht als Provinz, sondern als unselbstständige „Region“ verwaltet wird. Die international ausgerichtete Gemeinschaft hat 750 Mitglieder mit Ordensgelübden und 300 fördernde weltliche Mitarbeiter.
Der Orden leitete in Deutschland u. a. folgende Einrichtungen: Josefsstift (1890–1973), heute Ketteler-Krankenhaus in Offenbach am Main, Gastell'sches Hospiz, später Rochus-Krankenhaus in Mombach (1892–1984), Elisabethen-Frauenklinik (1893–1906), Marien-Krankenhaus (1898–1912), Städtisches Krankenhaus Heinsberg (1958–1969), Hildegardis-Krankenhaus, heute Katholisches Klinikum Mainz, (seit 1912), Marienhospital Darmstadt (1930–2015) und die Mainzer Wilhelm-Emmanuel-von-Ketteler-Schule (seit 1973).
1888 siedelte der Orden sich in Oberursel (Taunus) an, wo er die Ketteler-La Roche-Schule betreibt, eine Fachschule für Sozialwesen, Fachrichtung Sozialpädagogik, und Höhere Berufsfachschule für Sozialassistenz. Der Orden plante Ende der 2000er Jahre, die weitläufige Klosteranlage am Waldrand von Oberursel wegen Personalmangels aufzugeben; die Schule in Oberursel blieb jedoch, seit 2018 unter neuer Trägerschaft der St. Hildegard-Schulgesellschaft des Bistums Limburg, erhalten.
Grabanlagen des Ordens befinden sich auf dem Mainzer Hauptfriedhof, auf dem Friedhof des Mainzer Ortsteiles Finthen und auf dem Hauptfriedhof in Oberursel.